# Thorictus namibensis
Thorictus namibensis là một loài bọ cánh cứng trong họ Dermestidae. Loài này được John & Andreae miêu tả khoa học năm 1967.